# Racopilum mougeotianum
Racopilum mougeotianum là một loài rêu trong họ Racopilaceae. Loài này được (A. Rich.) A. Jaeger mô tả khoa học đầu tiên năm 1876.